# Saotis salicis
Saotis salicis är en stekelart som först beskrevs av Teunissen 1953.  Saotis salicis ingår i släktet Saotis och familjen brokparasitsteklar. Inga underarter finns listade i Catalogue of Life.